# Radikalsozialistische Fraktion
Die Fraktion der Radikalsozialisten war eine parlamentarische Fraktion, die zwischen 1892 und 1958 in der Dritten und Vierten Französischen Republik aktiv war.

## Geschichte

### Dritte Republik, 1892–1914
Ende des 19. Jahrhunderts entstand aus der Gruppe der Extrême gauche (extreme Linke), die ursprünglich aus sogenannten „kompromisslosen“ radikalen Republikanern (aus der Union républicaine) und unabhängigen Sozialisten bestand, die radikal-sozialistische Ideologie. Sie bestand in der Verbindung radikalrepublikanischer (eher etatistischer) Ideen mit sozialistischen Positionen. Die Radikalsozialisten stellten damals den linken Flügel des republikanischen Lagers dar.
Die Fraktion wurde erstmals im März 1892 unter dem Namen groupe républicain radical-socialiste (republikanisch-radikalsozialistische Fraktion) von ehemaligen Abgeordneten der Extrême gauche gegründet, bevor sie 1893 zu ihrem ursprünglichen Namen zurückkehrte. Im Jahr 1895 ging die Fraktion der extremen Linken endgültig in der radikalsozialistischen Fraktion auf, um die erste Regierung zu unterstützen, die vollständig aus Radikalen bestand und von Léon Bourgeois geleitet wurde.
Mit dem Einzug sozialistischer Abgeordneter (aus der Parti ouvrier français, der Fédération des travailleurs socialistes de France usw.) wurden die radikalsozialistischen Abgeordneten nach und nach in die Mitte des Plenarsaals gedrängt. Die Fraktion repräsentierte zu Beginn des 20. Jahrhunderts die französische Linke, die zwischen den Reformsozialisten und der Fraktion der radikalen Linken angesiedelt war, mit der sie 1899 die Koalition des Linksblocks bildete (der sich die Linksrepublikaner, der Pro-Dreyfus-Flügel der Moderaten, anschloss).
Nach den französischen Parlamentswahlen von 1898 war die Unterstützung der Regierung Waldeck-Rousseau zunächst umstritten – Abgeordnete wie Camille Pelletan, Gustave Mesureur und Louis-Lucien Klotz verließen die Fraktion – bis Léon Bourgeois und die Freimaurer im Herbst zur offenen Unterstützung der Regierung aufriefen. Dies ebnete den Weg für die Vereinigung der Radikalen.
1901 wurde die Parti républicain, radical et radical-socialiste gegründet, um alle gewählten Vertreter des Radikalismus zu vereinen und so Einfluss auf die Strukturierung der republikanischen Rechten zu nehmen, die durch die Annäherung des konservativen Flügels der gemäßigten Republikaner und der ralliierten Royalisten, die sich nach der Dreyfus-Affäre den republikanischen Ideen angeschlossen hatten, entstanden war. Bei den Wahlen von 1902 hatten die Mitglieder der neuen Partei dann die Wahl, sich entweder der Gauche radical oder der Radikalsozialistischen Linken anzuschließen. Nach französischen Parlamentswahlen von 1914 nahm letztere die unabhängigen Radikalen auf, die aus verschiedenen Gründen nicht der Parti républicain, radical et radical-socialiste beitreten wollten und andere, die sie im Namen der Ablehnung von Bündnissen mit den Sozialisten verlassen hatten, ohne jedoch formell der Alliance démocratique beizutreten.

### Dritte Republik, 1914–1940
Ab 1914 bildete sie die einzige Fraktion der Abgeordneten der Parti républicain, radical et radical-socialiste, deren gemäßigtere Mitglieder bis dahin der Fraktion der Gauche radicale angehört hatten. In der Zwischenkriegszeit war sie die größte Fraktion und unterstützte alle Regierungen zwischen 1924 und 1940.

### Vierte und Fünfte Republik
Die 1945 neu gegründete Fraktion erlangte ihre frühere Bedeutung nicht wieder, bestand aber während der Vierten Republik neben der Fraktion der Union démocratique et socialiste de la Résistance weiter.
Mit der Einführung der Fünften Republik im Jahr 1958 fanden sich die Abgeordneten der Parti républicain, radical et radical-socialiste bei den Fraktionslosen wieder, bevor sie zusammen mit anderen Mitte-Links-Abgeordneten die Fraktion der Entente démocratique bildeten.

## Vertretung im Parlament
Abgeordnetenkammer
- 1892 als Républicain radical-socialiste (49 Sitze)
- 1895 als Radical-socialiste (30 Sitze)
- 1898 als Radical-socialiste (104 Sitze)
- 1902 als Gauche radical-socialiste (85 Sitze)
- 1906 als Gauche radical-socialiste (139 Sitze)
- 1910 als Républicains radicaux-socialistes (150 Sitze)
- 1914 als Parti républicain radical et radical-socialiste (172 Sitze)
- 1919 als Parti radical et radical-socialiste (86 Sitze)
- 1924 als Radical et radical-socialiste (139 Sitze)
- 1928 als Parti républicain radical et radical-socialiste (125 Sitze)
- 1932 als Parti républicain radical et radical-socialiste (160 Sitze)
- 1936 als Parti républicain radical et radical-socialiste (110 Sitze)

Verfassungsgebende Versammlung
- 1945 als Radical et radical-socialiste (29 Sitze)
- 1946 als Radical et radical-socialiste (32 Sitze)

Nationalversammlung
- 1946 als Républicain radical et radical-socialiste (43 Sitze)
- 1951 als Républicain radical et radical-socialiste (74 Sitze)
- 1956 als Républicain radical et radical-socialiste (58 Sitze)